# Jean-Marie Pfaff
Jean-Marie Pfaff (Lebbeke, 4 de desembre, 1953) és un exfutbolista belga que jugava com a porter.
A l'edat de 16 anys ingressà al K.S.K. Beveren on guanyà una lliga (1979) i una copa belgues (1978). Aquest mateix any rebé el premi de la Bota d'Or de Bèlgica. El 1982 fou traspassat al Bayern de Múnic on guanyà tres Bundesliga (del 1985 al 1987) i dues copes (1984 i 1986).
Debutà amb els Diables Vermells el 1976 enfront dels Països Baixos. En fou el porter titular a l'Euro 80 i a l'Euro 84, així com als Mundials de 1982 i 1986.
Fou nomenat per Pelé com un dels 125 més grans futbolistes vius el març de 2004. Actualment és una estrella televisiva belga al programa De Pfaffs on surt amb la seva família des del 2003.